# Strömer (Fisch)
Der Strömer (Telestes souffia, Syn.: Leuciscus souffia) oder Rißling ist eine zu den Karpfenfischen gehörende Fischart.

## Merkmale
Der Strömer hat einen langgestreckten, seitlich wenig zusammengedrückten, fast spindelförmigen Körper. Die Schnauze ist stumpf, das Maul leicht unterständig. Die Rückenflosse steht über den Bauchflossen. Die Fische haben einen graubraunen, bläulich glänzenden Rücken, die Flanken sind silbrig, der Bauch weiß. Das Seitenlinienorgan und die Flossenansätze sind orange, die Flossen gelblich bis hellbraun. In der Fortpflanzungszeit bilden die Männchen eine violettglänzende Längsbinde aus, die von den Augen bis zur Schwanzflosse reicht. Der Strömer wird meist nur 12 bis 17 Zentimeter, maximal 24 Zentimeter lang.
Flossenformel: Dorsale II–III/7–9, Anale III/9–10, Caudale 17–21

## Verbreitung und Unterarten
Es gibt insgesamt 14 Unterarten. Die vier wichtigsten Unterarten:
- Telestes souffia agassizi, der eigentliche Strömer, der vor allem im oberen Rheingebiet von Baden-Württemberg aufwärts bis in die Schweiz und im Donaueinzugsgebiet von Rumänien bis Bayern, und in den Alpen und Karpaten bis in einer Höhe von 850 Metern, vorkommt.
- Telestes souffia muticellus (it. Strigione), lebt in Nord- und Mittelitalien, in Frankreich und im Tessin der Schweiz.
- Telestes souffia souffia (frz. Soufie oder Seufe), lebt im Gebiet der Rhône und des Var.
- Telestes souffia montenegrinus (serb. Mekiš oder Moračke Jelšovke), lebt in den südlichen Dinariden

## Lebensweise
Der Strömer ist ein Schwarmfisch, der sich in freiem Wasser in größeren Tiefen aufhält. Der karpfenartige Kleinfisch ernährt sich vor allem von kleinen Wirbellosen. Der Strömer laicht in den Monaten März bis Mai. Das Weibchen legt seine 6.000 bis 8.000 Eier auf feinkörnigen Kies.

## Gefährdung
Für den Strömer müssen besondere Schutzgebiete ausgewiesen werden, da er im Anhang II der FFH-Richtlinie geführt wird.
Früher kam der Strömer in großen Mengen in den Fließgewässern des baden-württembergischen Rhein-Neckar-Gebietes und in bayerischen Donauzuflüssen vor. Vor allem wegen der Gewässerverbauungen (Wehre und Staustufen) wurde der Lebensraum des Strömers zum Teil dramatisch verändert, so dass heute sein Bestand als stark gefährdet angesehen werden muss.
Der auf der Roten Liste der vom Aussterben bedrohten Fischarten stehende Fisch wurde vom Verband Deutscher Sportfischer (VDSF) zum Fisch des Jahres 1998 gewählt. Der Schweizerische Fischerei-Verband zeichnete den Strömer 2010 zum Fisch des Jahres aus.
In der Roten Liste Österreich ist er als stark gefährdet gelistet, in der Mur beispielsweise hat er aber noch gute Bestände.